# Live in Amsterdam (Toto)
25th Anniversary - Live in Amsterdam è un album live dei Toto pubblicato nel 2003.

## L'album
Il disco fu registrato il 29 maggio 2003 ad Amsterdam durante il tour celebrativo per i 25 anni di carriera del gruppo.
Il concerto ripercorre tutta la carriera del gruppo con l'esecuzione di hits quali Africa, Rosanna e Hold the Line. Venne pubblicato il 7 ottobre dello stesso anno e successivamente anche in DVD.

## Tracce
1. Girl Goodbye (D. Paich)* - Voce: Bobby Kimball
2. Goodbye Elenore (D. Paich)* - Voce: Bobby Kimball
3. Child's Anthem (D. Paich)*
4. I'll Supply the Love (D. Paich)*
5. Gift With a Golden Gun (D. Paich, B. Kimball) - Voce: Bobby Kimball
6. While My Guitar Gently Weeps (G. Harrison) - Voce: Steve Lukather
7. Bodhisattva (W. Backer, D. Fagen) - Voce: Bobby Kimball & Tony Spinner
8. Africa (D. Paich, J. Porcaro) - Voce: David Paich
9. Dave Solo
10. Dune (D. Paich, J. Porcaro, S. Porcaro, M. Porcaro, S. Lukather)
11. Don't Stop Me Now (S. Lukather, D. Paich)
12. Waiting for Your Love (B. Kimball, D. Paich)* - Voce: Bobby Kimball
13. Georgy Porgy (D. Paich)* - Voce: Steve Lukather
14. Lion (D. Paich, B. Kimball)*
15. Hydra (D. Paich, S. Porcaro, J. Porcaro, S. Lukather, B. Kimball, D. Hungate)*
16. English Eyes (D. Paich, B. Kimball, J. Porcaro, S. Porcaro)* - Voce: Bobby Kimball
17. Till the End (D. Paich, J. Williams)*
18. I Won't Hold You Back (S. Lukather) - Voce: Steve Lukather
19. Rosanna (D. Paich) - Voce: Steve Lukather & Bobby Kimball
20. Afraid of Love (S. Lukather, D. Paich, J. Porcaro) - Voce: Steve Lukather
21. Hold the Line (D. Paich) - Voce: Bobby Kimball
22. Can't Get Next to You (B. Strong, N. Whitfield) - Voce: Bobby Kimball
23. Home of the Brave (D. Paich, S. Lukather, J. Webb, J. Williams) - Voce: Bobby Kimball & David Paich
24. White Sister (D. Paich, B. Kimball) - Voce: Bobby Kimball
I brani contrassegnati con * sono stati eseguiti all'interno di medley

## Formazione
- Steve Lukather - chitarra, voce
- Mike Porcaro - basso
- Simon Phillips - batteria, percussioni
- Bobby Kimball - voce
- David Paich - tastiera, voce
- Tony Spinner - chitarra, voce
- John Jessel - tastiera, voce